# Дакпай, Максим Чаламович
Дакпай Максим Чаламович (20 августа 1921 года, с. Кызыл-Даг, Чаа-Хольский район — 27 июля 1999 г.) — заслуженный работник культуры Тувинской АССР (1964),  заслуженный артист Тувинской АССР (1967), Народный хоомейжи Республики Тыва (2003).

## Биография
Дакпай Максим Чаламович родился 20 августа 1921 года в селе Кызыл-Даг Чаа-Хольского района в семье простого арата. Его отец был большим знатоком тувинских народных песен, сказок, мастером по изготовлению национальных инструментов, исполнителем горлового пения. Подражая с малых лет отцу, Максим Дакпай с 13 лет начал серьезно заниматься хоомеем. Свободно играл на народных музыкальных инструментах: игиле, бызаанчы, допшулууре. 1938 год оказался для Максима значительным: он впервые выступил перед земляками. Они восторженно принимали каждый номер, а руководство хозяйства наградило его похвальной грамотой и ценным подарком. И тогда талант Макима был замечен специалистами-музыковедами. В 1939 году поступил в Театральную студию города Кызыла, в 1945 году с отличием окончил, и был награжден Почетной грамотой.Его дипломной работой стала главная роль Сганареля в пьесе «Лекарь поневоле» Мольера. Еще в училище он играл роль Седипа из пьесы «Хайыраан бот» В.Кок-оола. Окончив училище, Максим Дакпай стал профессиональным артистом Тувинского музыкально-драматического театра, выступал не только как актер, но участвовал в концертах, как хоомейжи. В 1950—1967 годы в селе Ийме Дзун-Хемчикского района работал директором Дома культуры, ныне которого назван в честь его имени. 1957 г. оказался особенным не только в творческой биографии М. Дакпая, но во всей истории тувинской культуры. В этом году он стал Лауреатом Всемирного фестиваля молодежи и студентов в Москве, обладателем Золотой медали. Своим выступлением удивил зрителей. Именно Максим впервые познакомил зарубежных гостей уникальным видом искусства своего народа — горловым пением. После этого про артиста из республики в центре Азии говорили: «Какая волшебная голосовая машина заложена в нем!». Творческая деятельность хоомейжи была насыщена непрерывными концертными в поездками по регионам России, Советского Союза, и зарубежным странам: Монголии, Германской Демократической Республике, Чехословакии. В конце 70-х годов, после неприятного инцидента у Максима Чаламовича начались проблемы со слухом, что для музыканта было равносильно окончанию творческой деятельности. 27 июля 1999 года, за два года до восьмидесятилетия Максима Чаламовича не стало.

## Награды и звания
- Лауреат Всемирного фестиваля молодежи и студентов, обладатель Золотой медали (1957)
- Дипломант 1-го Всероссийского смотра художественной самодеятельности[4]
- Заслуженный работник культуры Тувинской АССР (1964)
- Заслуженный артист Тувинской АССР (1967)
- Народный хоомейжи Тувы (2003) (звание было присвоено посмертно)[2].

## Память
Дом культуры села Ийме Дзун-Хемчикского района носит имя Дакпай Максима Чаламовича (17 апреля 1993 года). Его имя было занесено в книгу «Заслуженные люди Тувы XX века».